# Ariarates V

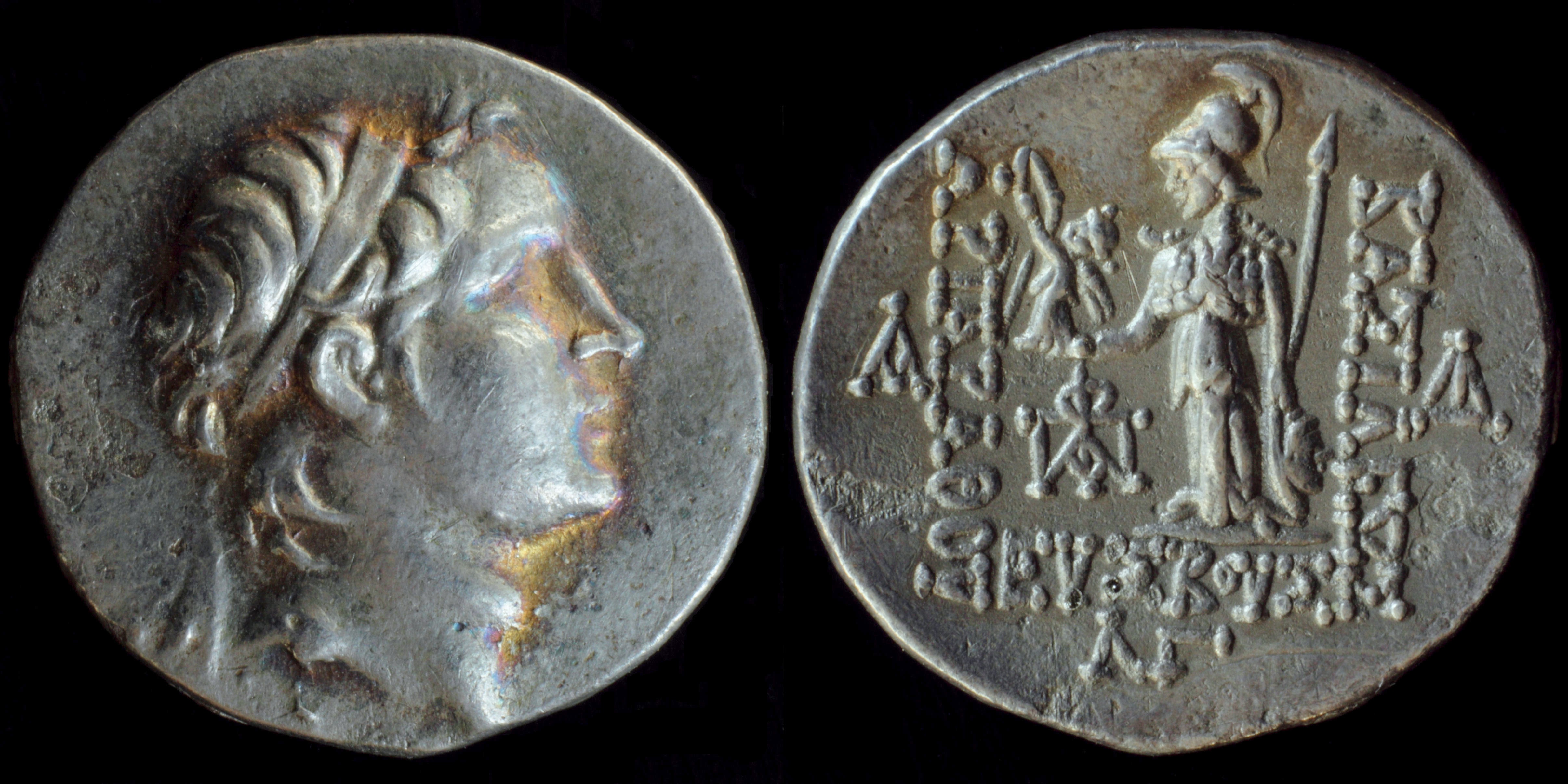
Dracma de plata de Ariarates V

Ariarates V Eusebio Filopator (en griego antiguo: Ἀριαράθης Εὐσεβής Φιλοπάτωρ, Ariaráthēs Eusebḗs Philopátōr), rey de Capadocia de 163 a 130 a. C., era hijo de Ariarates IV y Antióquide, hija de Antíoco III el Grande. Su nombre de nacimiento era Mitrídates.
De acuerdo al historiador latino Livio, Ariarates V fue educado en Roma (aunque se sugiere que Livio se refería a otro Ariarates, y Ariarates V estudió realmente en Atenas). En cualquier caso, Ariarates V se distinguía por su refinado carácter y su interés en cultivar la filosofía y las artes. Rechazó casarse con la hermana de Demetrio I Sóter, quien le declaró la guerra e impuso a Orofernes en el trono de Capadocia, en 158 a. C. Ariarates V huyó entonces a Roma. Los romanos lo ayudaron a reclamar su trono, aunque los cronistas Apio y Polibio afirman que Orofernes y Ariarates V reinaron juntos por un tiempo.
Ariarates V era un gran helenófilo y tenía la ciudadanía honorífica de Atenas. Refundó dos ciudades en Capadocia (Mazaca y Tirana), con el nombre griego de Eusebia. Le sucedió su viuda, Nisa, que asesinó a cinco de los hijos de ambos para mantenerse en el trono. Tras una rebelión que culminó en la muerte de Nisa, su único hijo superviviente la sucedió, con el nombre de Ariarates VI.